# Хрватска на Светском првенству у атлетици на отвореном 2007.
Хрватска је на Светском првенству у атлетици на отвореном 2007. одржаном у Осаки од 25. августа до 2. септембра, учествовала осми пут, као самостална држава, са четворо учесника (два мушкарца и две) који су се такмичили у четири дисциплине.
На овом првенству Хрватска је освојила једну златну медаљу. Овим успехом Хрватска атлетска репрезентација је делила 15 место у укупном пласману освајача медаља.
У табели успешности према броју и пласману такмичара који су учествовали у финалним такмичењима (првих 8 такмичара) Хрватска је са једним учесником у финалу делила заузела 41. место са 8 бодова, од 66 земаља које су имале представнике у финалу. На првенству је учествовало 203 земаље чланица ИААФ.

## Учесници
| Мушкарци - Неџад Мулабеговић — бацање кугле - Андраш Хаклич — бацање кладива | Жене: - Бланка Влашић — скок увис - Ивана Бркљачић — бацање кладива |  |

### Злато
- Бланка Влашић - Скок увис

## Резултати

### Мушкарци
| Атлетичар         | Дисциплина     | Лични рек. | Квалификације | Квалификације | Финале           | Финале        | Детаљи |
| Атлетичар         | Дисциплина     | Лични рек. | Резултат      | Место         | Резултат         | Место         | Детаљи |
| ----------------- | -------------- | ---------- | ------------- | ------------- | ---------------- | ------------- | ------ |
| Неџад Мулабеговић | Бацање кугле   | 20,31      | 18,69         | 13. у гр. Б   | Није се пласирао | 26. / 40 (35) |        |
| Андраш Хаклич     | Бацање кладива | 80,41 НР   | 73,04         | 9. у гр. А    | Није се пласирао | 28. / 28 (29) |        |

### Жене
| Атлетичарка    | Дисциплина     | Лични рекорд | Квалификације | Квалификације  | Финале   | Финале        | Детаљи |
| Атлетичарка    | Дисциплина     | Лични рекорд | Резултат      | Место          | Резултат | Место         | Детаљи |
| -------------- | -------------- | ------------ | ------------- | -------------- | -------- | ------------- | ------ |
| Бланка Влашић  | Скок увис      | 2,08 НР      | 1,94          | =1. у гр. А КВ | 2,05     |               |        |
| Ивана Бркљачић | Бацање кладива | 74,08 НР     | 74,69         | 1. у гр. А КВ  | 68,16    | 10. / 38 (40) |        |